# George Cochran Lambdin

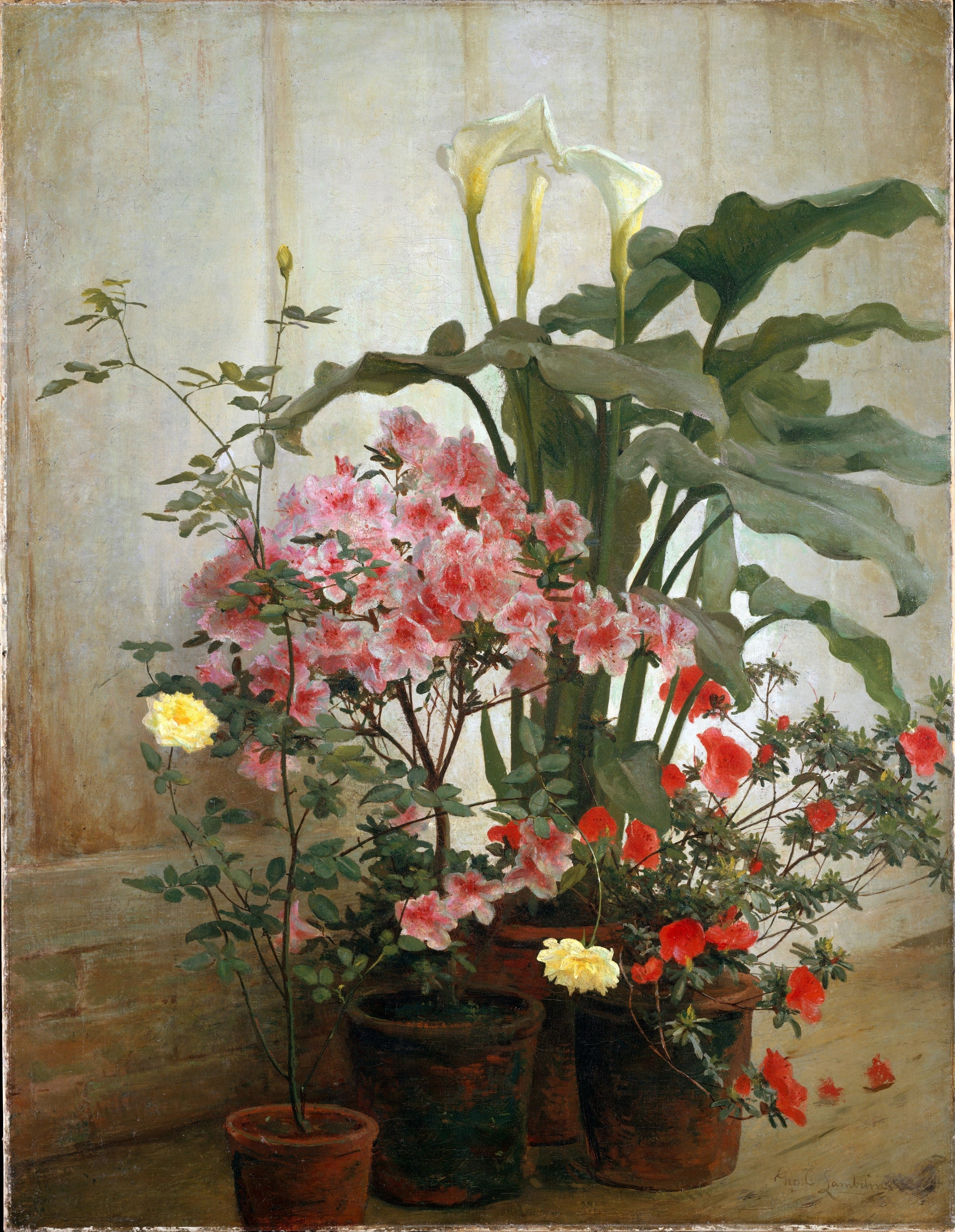
George Cochran Lambdin: Side of a Greenhouse. The Metropolitan Museum of Art, New York

George Cochran Lambdin (* 6. Januar 1830 in Pittsburgh, Pennsylvania; † 28. Januar 1896 in Germantown, Pennsylvania) war ein US-amerikanischer Maler des 19. Jahrhunderts, der vor allem für seine Blumenstillleben, insbesondere von Rosen, bekannt ist.

## Leben
George Cochran Lambdin wurde als Sohn des Porträtmalers James Reid Lambdin geboren. Schon früh erhielt er von seinem Vater eine künstlerische Ausbildung. Später studierte er an der Pennsylvania Academy of the Fine Arts in Philadelphia, wo er ab 1848 regelmäßig ausstellte. George Lambdin studierte Mitte der 1850er Jahre in München und Paris und konzentrierte sich dann auf Kinderporträts und sentimentale Genreszenen, insbesondere von Bürgerkriegssoldaten im Lager oder zu Hause. Er ließ sich in Philadelphia nieder, verbrachte aber die Jahre 1868 bis 1870 in New York, wo er möglicherweise John La Farge kennenlernte. Nach einem kurzen Aufenthalt in Europa 1870 kehrte Lambdin nach Philadelphia zurück.
Aufgrund gesundheitlicher Probleme zog er sich in den 1870er Jahren nach Germantown, einem Stadtteil von Philadelphia, zurück. Dort widmete er sich verstärkt dem Malen von Blumenstillleben, wobei Rosen zu seinem bevorzugten Motiv wurden. Viele seiner Blumenbilder wurden als Chromolithographien reproduziert und fanden weite Verbreitung.

## Werk

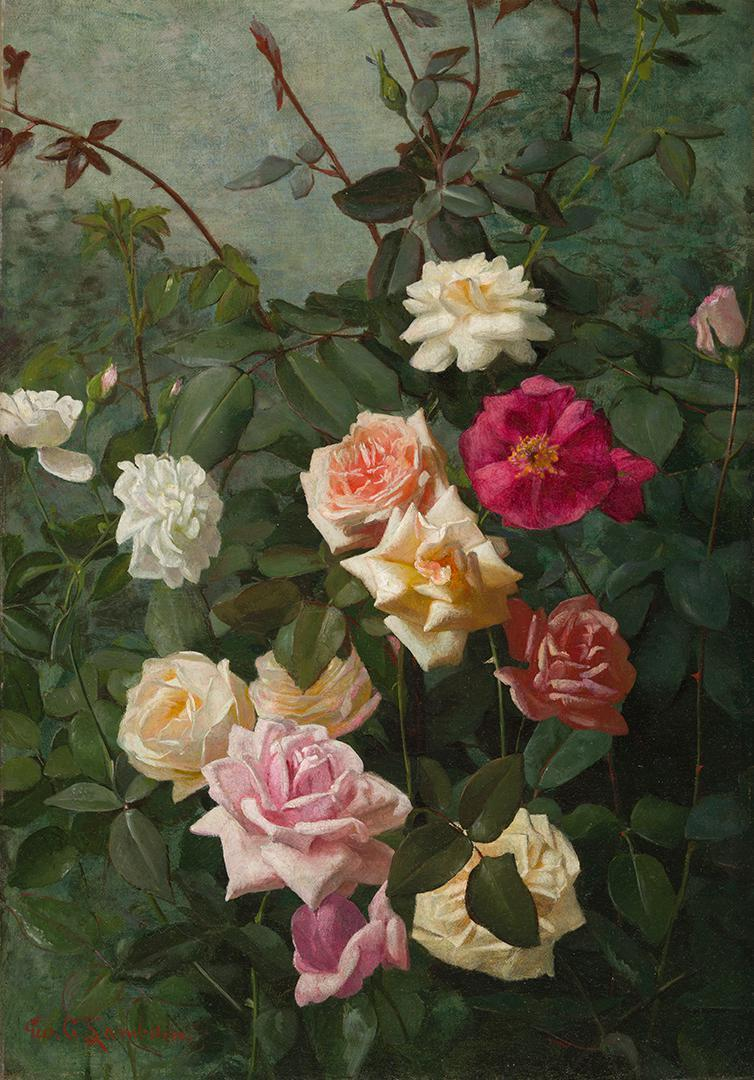
George Cochran Lambdin: White, Pink, Yellow and Red Roses. Crystal Bridges Museum of American Art

George Lambdins Werk umfasst Porträts, Genrebilder und Stillleben. Sein Frühwerk ist geprägt von realistischen Darstellungen des Alltagslebens, insbesondere von Szenen aus dem Bürgerkrieg. Später spezialisierte er sich auf Blumenstillleben, wobei er großen Wert auf Detailtreue und Farbgebung legte. Besonders beliebt waren seine Rosenbilder, die ihm den Beinamen „Rosen-Lambdin“ einbrachten.
Einige seiner bekanntesten Werke sind:
- The Consecration (1865): Dieses Gemälde zeigt eine emotionale Szene aus dem Bürgerkrieg und befindet sich im Indianapolis Museum of Art.
- At the Front (1866): Eine Darstellung von Soldaten an der Front, ausgestellt im Detroit Institute of Arts.
- Still Life (1877): Ein Blumenstillleben, ausgestellt im Saint Louis Art Museum.
- Side of a Greenhouse (1870–80 ?): Eines seiner innovativsten und ehrgeizigsten Werke, das wahrscheinlich in den 1870er Jahren nach dem Vorbild von La Farge entstand.

George Lambdins Werke sind in zahlreichen renommierten Museen und Sammlungen vertreten, darunter das Metropolitan Museum of Art in New York und das Smithsonian American Art Museum in Washington, D.C.